# Кох, Вальтер
Вальтер Кох (нем. Walther Koch; 14 апреля 1875 г. Гамбург, Гамбург-Оттенсен; — 30 июня 1915 г. Цюрих) — немецкий и швейцарский художник, график, матер плакатного искусства и дизайнер. Работал преимущественно в Швейцарии.

## Жизнь и творчество
Родился в семье художника Рудольфа Вильгельма Коха. Художественное образование получил в гамбургской Высшей школе изящных искусств. Затем, в 1093—1896 годах продолжает обучение в Берлине, в Академии художеств, в классе скульптора Иоганнеса Бёзе, после чего возвращается в Гамбург. Здесь, на севере Германии В.Кох переносит тяжёлое лёгочное заболевание, и вследствие этого вынужденно переезжает в Швейцарию, и селится в курортном городке Давос. Здесь художник создаёт серию картин, посвящённых горным пейзажам Восточной Швейцарии (кантон Граубюнден). Большое влияние на это его творчество оказали работы Фердинанда Ходлера и Эмиля Кардино. Кроме этого, он уделяет много внимания искусству рекламного плаката. Несмотря на болезнь, художник выполняет многочисленные заказы для швейцарских туристических организаций.
В 1914 году на Швейцарской земельной выставке В.Коху поручено выполнить дизайн павильона, представляющего давосские курорты. За эту работу он был награждён Большой премией этой выставки. Вальтеру Коху также принадлежит внутренний дизайн открытого в Давосе «Лесного санатория» (Davoser Waldsanatorium).	

## Галерея

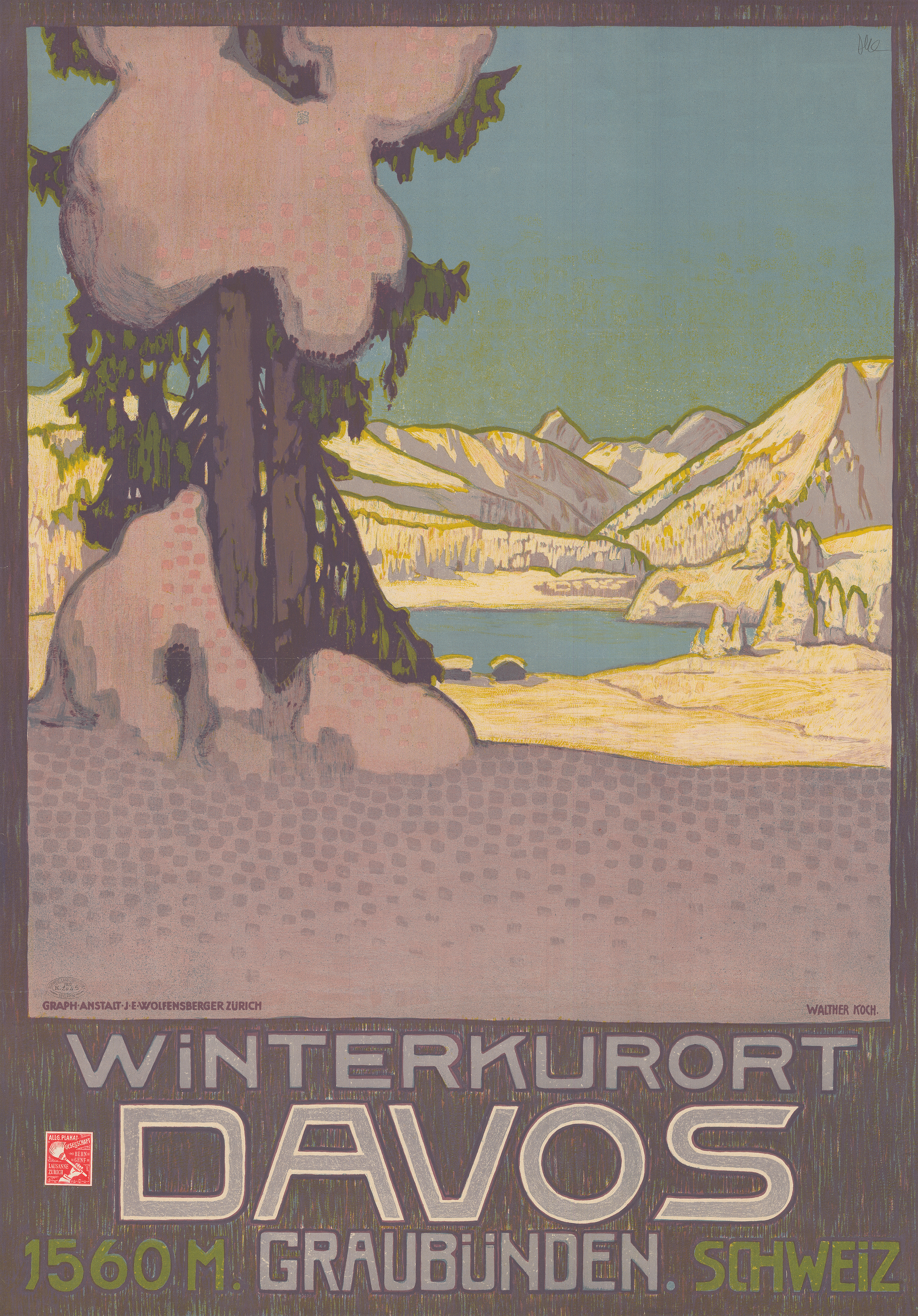
Плакат Зимний курорт Давос (1905)
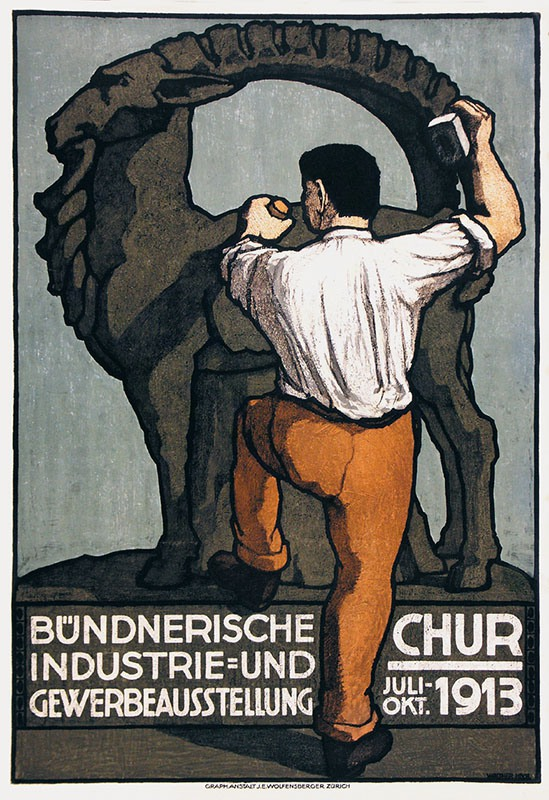
Швейцарская национальная выставка (1913)
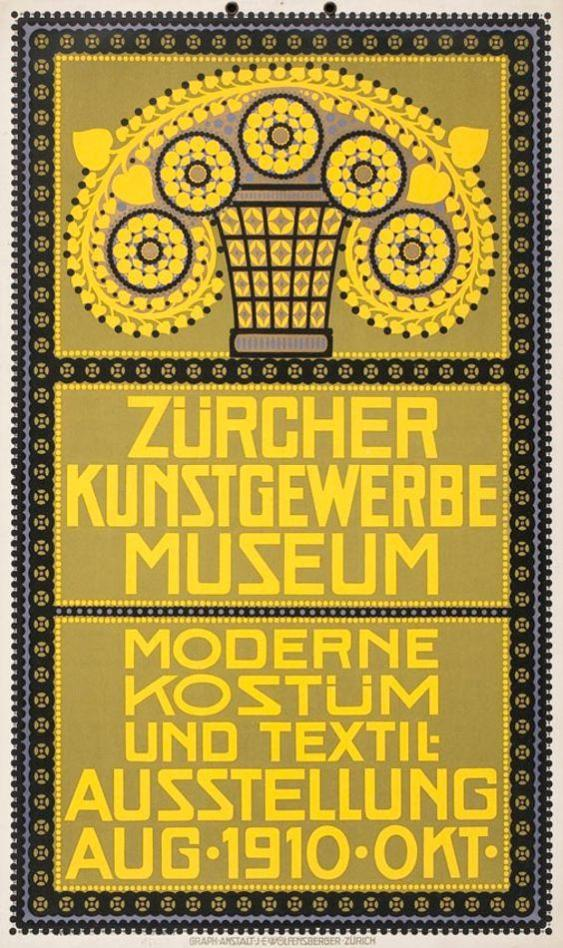
Цюрихский музей прикладного искусства (1910)
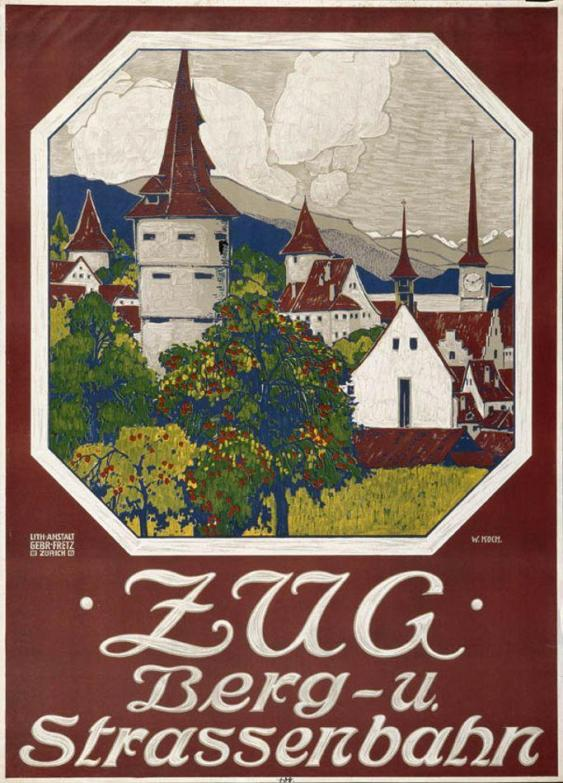
Плакат-реклама швейцарских горных железных дорог
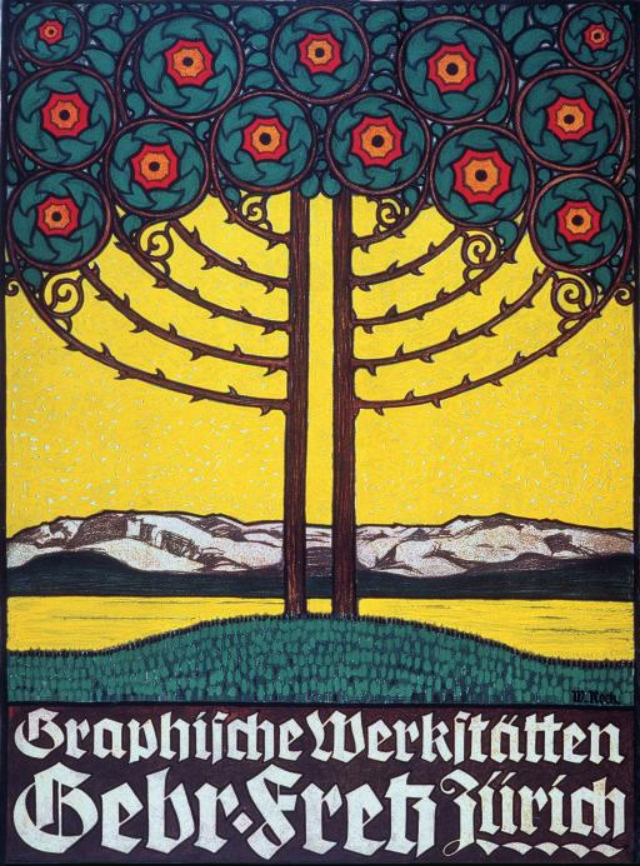
Плакат-реклама графической мастерской братьев Фретц, Цюрих
Плакат-реклама Ретийской железной дороги, Граубюнден.